# بلغورخانه و قبرستان قلعه شیر
بقایای بلغورخانه و قبرستان قلعه شیر مربوط به دورهٔ ایلخانی است و در شهرستان تربت جام، بخش نصرآباد، دهستان کاریزان روستای قلعه شیر واقع شده است. این اثر در تاریخ ۲۷ مرداد ۱۳۸۲ با شمارهٔ ثبت ۹۶۰۳ به‌عنوان یکی از آثار ملی ایران به ثبت رسیده‌است.